# Bernardo O'Higgins
Bernardo O'Higgins (Chillán (Chili), 20 augustus 1778 – Lima (Peru), 24 oktober 1842) was een Chileens militair die gezien wordt als de vader des vaderlands van Chili (el Padre de la Patria de Chile). Verder was hij een van de belangrijkste militairen in de onafhankelijkheidsstrijd van Chili en Latijns-Amerika. Daarnaast was hij van 16 februari 1817 tot 28 januari 1823 de derde opperste directeur van Chili en de eerste die deze titel droeg na de Chileense onafhankelijkheid (1818).
Andere titels die hij droeg waren:
- Kapitein-generaal van het Chileens leger
- Brigadier van de Verenigde Provincies van de Río de la Plata
- Groot maarschalk van Peru
- Generaal van Groot-Colombia

## Vroege jaren

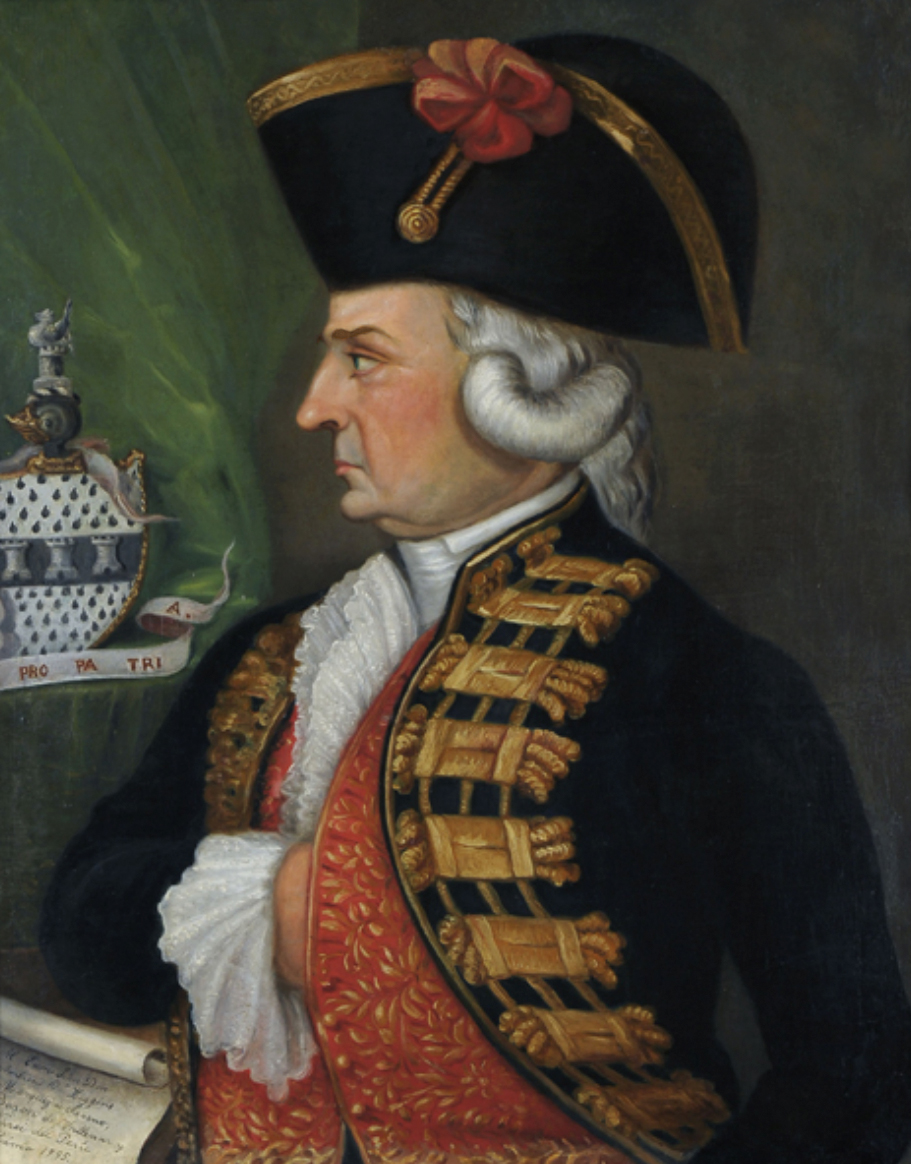
Ambrosio O'Higgins, de vader van Bernardo O'Higgins

Bernardo O'Higgins werd geboren in Chillán, Chili als zoon van Ambrosio O'Higgins, Markies van Osorno, een Spaanse officier geboren in het Ierse graafschap Sligo die gouverneur in Chili werd en later onderkoning van Peru. Zijn moeder, Isabel Riquelme, was een prominente dame, van Baskische afkomst maar in Chili geboren. Zijn jeugd bracht hij vooral door bij zijn moeders familie in het zuiden van Chili. Met zijn vader had hij een afstandelijke relatie. Deze steunde hem financieel en bemoeide zich met zijn opleiding, maar ze hebben elkaar nooit ontmoet, omdat Spaanse officieren niet mochten trouwen met criollo's.
Toen zijn vader gouverneur werd van Peru, werd de jonge Bernardo naar Londen gestuurd om zijn opleiding te vervolgen. Daar werd hij bekend met de Amerikaanse onafhankelijkheidsideeën. Hij ontmoette er de Venezolaanse revolutionair Francisco de Miranda en werd lid van de Logia Lautaro.

## Rol in de Chileens Onafhankelijkheid en Overheid
In 1810 voegde O'Higgins zich bij de strijd voor de onafhankelijkheid van Chili om het land af te scheiden van het Spaanse koninkrijk. De rebellen onder zijn leiding werden in 1814 door de Spanjaarden verslagen waardoor zij gedwongen werden zich terug te trekken in de Andes. Met behulp van de Argentijnse generaal José de San Martín leidde O'Higgins het offensief in 1817 waarbij hij op 12 februari van dat jaar met zijn cavalerie de Slag om Chacabuco won, nabij Santiago. Hij werd de eerste leider van het onafhankelijke Chili en het jaar daarop de eerste leider van de Republiek Chili.
Tijdens zijn zesjarige regeerperiode richtte O'Higgins de Militaire Academie op en keurde hij de (huidige) Chileense vlag goed. Verder stichtte O'Higgins de steden La Unión en Vicuña. Zijn radicale en liberale hervormingen, zoals de invoering van de democratie en de afschaffing van adellijke titels, ondervonden echter veel weerstand van de conservatieve grootgrondbezitters. Op 28 januari 1823 werd hij afgezet door een conservatieve coup.
Tijdens zijn latere ballingschap in Peru, was hij een voorstander van de Chileense expansie naar het zuiden, die leidde tot de stichting van de stad Punta Arenas in 1845. Verder hielp hij bij de onafhankelijkheid van Peru.

## Dood en nalatenschap
Na zijn ballingschap leefde O'Higgins tot aan zijn dood in Peru, waar hij op 64-jarige leeftijd overleed in de hoofdstad Lima.

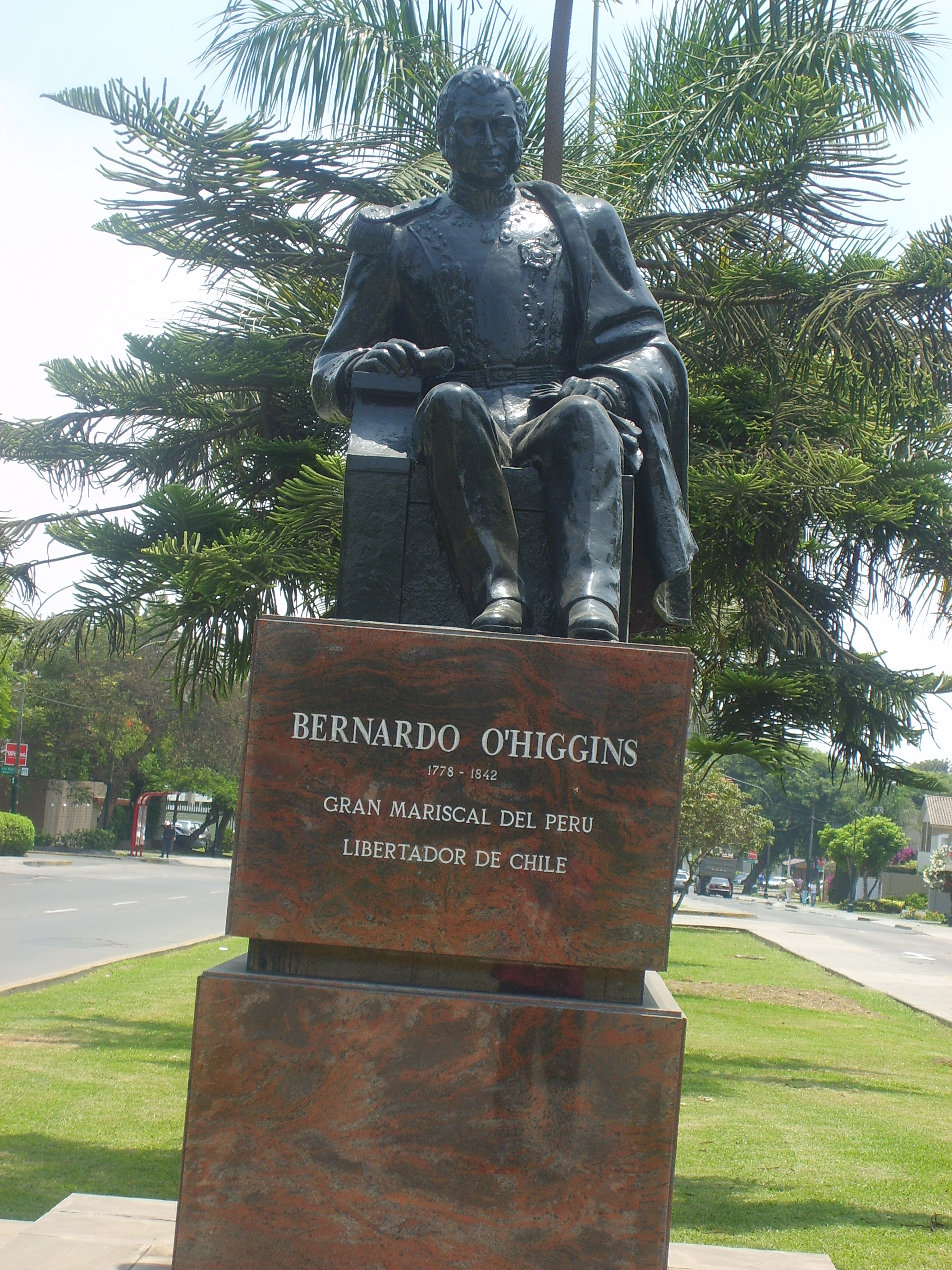
Monument voor O'Higgins in Lima, Peru

Na zijn dood werden zijn stoffelijke resten in 1862 naar Chili gebracht. In 1979 werden deze overblijfselen in het Altar de la Patria's mausoleum voor het Palacio de La Moneda, het presidentiële paleis van Chili, geplaatst, met een onderbreking in 2004 toen dit mausoleum werd gerestaureerd. De belangrijkste straat van Santiago is naar O'Higgins vernoemd: Avenida Libertador General Bernardo O'Higgins, evenals de stad Villa O'Higgins, de voetbalclub CD O'Higgins en het poolstation Basis General Bernardo O'Higgins Riquelme.
- Bibsys: 12056588
- Biblioteca Nacional de Chile: 000035965
- Biblioteca Nacional de España: XX897201
- Bibliothèque nationale de France: cb12088744k (data)
- Catàleg d'autoritats de noms i títols de Catalunya: 981058620273006706
- Gemeinsame Normdatei: 119516608
- International Standard Name Identifier: 0000 0001 2138 7169
- Library of Congress Control Number: n50034064
- Nationale bibliotheek van Australië: 35975071
- Nationale Bibliotheek van Israël: 987007271669805171
- Nederlandse Thesaurus van Auteursnamen: 070861404
- Réseau des bibliothèques de Suisse occidentale: 02-A008714360
- SNAC: w6wq0nzj
- Système universitaire de documentation: 029214130
- Trove: 1169835
- Virtual International Authority File: 9684149296260580670000

Antonio José de Irisarri ·
Francisco de la Lastra ·
José Miguel Carrera ·
Francisco Ruiz-Tagle ·
Bernardo O'Higgins ·
Agustín Eyzaguirre · 
Ramón Freire